# Trechteroorvleermuizen
De trechteroorvleermuizen (Natalidae) zijn een familie van vleermuizen uit het Caribisch gebied, Midden-Amerika en het noorden van Zuid-Amerika. De elf soorten worden ingedeeld in drie geslachten. De familie is nauw verwant aan de furievleermuizen (Furipteridae).

## Kenmerken
De trechteroorvleermuizen danken hun naam aan de grote, trechtervormige oren, waarvan de onderste rand op dezelfde hoogte ligt als de snuit. Het zijn vrij kleine, lichtgebouwde vleermuizen met lange, slanke vleugels en poten. De staart wordt meestal langer dan de rest van het lichaam. Volwassen mannetjes hebben op de snuit een zogenaamd "natalide orgaan" zitten, waarvan de functie vooralsnog onduidelijk is. De vachtkleur is roodachtig tot bruin. Trechteroorvleermuizen worden 35 tot 55 millimeter lang en 4 tot 10 gram zwaar.

## Voorkomen
Trechteroorvleermuizen zijn traagvliegende insecteneters. Ze komen voor van Neder-Californië en Noord-Mexico tot Colombia, Suriname en Noord-Brazilië, en van de Bahama's tot Trinidad en Tobago. Ze leven voornamelijk in bosrijke gebieden. Trechteroorvleermuizen rusten vaak in grotten, soms in boomholten, vaak in gezelschap andere vleermuissoorten. Trechteroren hangen meestal los van elkaar aan het plafond van een grot.

## Soorten
Er zijn elf soorten, die tot voor kort door de meeste wetenschappers in één geslacht werden geplaatst, Natalus, dat weer werd ingedeeld in drie ondergeslachten. Deze ondergeslachten worden nu echter als aparte geslachten beschouwd.
- Familie Natalidae (Trechteroorvleermuizen)
  - Geslacht Chilonatalus
    - Chilonatalus macer
    - Chilonatalus micropus
    - Chilonatalus tumidifrons

  - Geslacht Honrovits†
    - Honrovits tsuwape†

  - Geslacht Natalus
    - Natalus jamaicensis
    - Natalus macrourus
    - Natalus major
    - Natalus mexicanus
    - Natalus primus
    - Natalus stramineus
    - Natalus tumidirostris

  - Geslacht Nyctiellus
    - Nyctiellus lepidus

  - Geslacht Primonatalus†
    - Primonatalus prattae†

Vleerhonden · Kitti's varkensneusvleermuis · Klapneusvleermuizen · Reuzenoorvleermuizen · Hoefijzerneuzen · Bladneusvleermuizen van de Oude Wereld · Spleetneusvleermuizen · Schedestaartvleermuizen · Nieuw-Zeelandse vleermuizen · Hechtschijfvleermuizen · Furievleermuizen · Hazenlipvleermuizen · Plooilipvleermuizen · Bladneusvleermuizen van de Nieuwe Wereld · Trechteroorvleermuizen · Zuigschijfvleermuizen · Bulvleermuizen · Miniopteridae · Gladneuzen